# Jean Anguera
Jean Anguera (París, 22 de diciembre de 1953) es un escultor francés. En febrero de 2013, fue elegido para ocupar el sillón que había pertenecido a su amigo François Stahly en la Academia de Bellas Artes. 

## Biografía
Hijo del investigador, médico y estadístico Jordi Anguera y de la escultora Pierrette Gargallo, y nieto del escultor aragonés Pablo Gargallo, afirmó muy pronto su gusto por la escultura. En 1967, su madre lo inscribió en sesiones de modelos en vivo en la Académie de la Grande Chaumière. De 1971 a 1978 se formó como arquitecto pero al mismo tiempo asistía al estudio del escultor César en la École Nationale Supérieure des Beaux-Arts de París.
En 1977 expuso sus esculturas, por primera vez, junto con las de Laure de Ribier en el museo Ernest-Rupin de Brive.
Sus estudios de arquitectura estuvieron marcados por las enseñanzas de Jacques Bosson (escenografía de espacios), Jacques Lecoq y Gérard Koch (taller de movimiento, proyección del cuerpo, expresión y transferencia de representaciones). Obtuvo el título de arquitecto pero no ejerció la profesión, optando en 1979 por dedicarse exclusivamente a la escultura. No obstante, la arquitectura siguió siendo una gran influencia en su investigación escultórica, y en particular la propia idea de representación que había desarrollado para su carrera de arquitectura, exponiendo la relación privilegiada entre el diseño y los medios de expresión.
Junto con la escultora Laure de Ribier, el fotógrafo y poeta Jean Bescós y el arquitecto Pierre Lafon, funda el grupo Tendre conspiration, cuya primera exposición tuvo lugar en 1983 en la Galerie Ducroux de París.
En 1979, produjo un monográfico sobre su abuelo, editado por la  recordada Carmen Martínez, con fotografías en blanco y negro de Jean Bescós, otro francés de origen español (en su caso, oscense), y prologada por Jean Cassou, el gran crítico y museógrafo francés, de madre española, y nacido en Deusto, al que tantísimo debieron nuestros artistas en París. Al año siguiente, de la publicación del monográfico sobre Pablo Gargallo (1980), expuso en la galería Carmen Martinez con el pintor Renaat Ivens.
A partir de 1986, la galería Marwan Hoss se interesó por su obra y organizó su primera exposición individual en 1988. A ésta siguió la exposición Pensée du paysage en 1999 en la sucursal de la galería en Bruselas, y en 2006 la exposición Terre d'appui en la galería de París reunió la primera serie de resinas de poliéster de Hommes jusqu'à la plaine (Hombres al llano) y una serie de dibujos de gran formato sobre el mismo tema. Otras galerías exibieron con frecuencia su obra, entre ellas la Galerie Lina Davidov y, más recientemente, la Galerie Michèle Broutta.
Poco después de la publicación de un libro escrito por el poeta Salah Stetie, Jean Anguera, sculpteur de l'impalpable (escultor de lo impalpable), publicado por Éditions Kallimages en 2011, el Museo Goya de Castres le dedicó una gran exposición que ofrecía una primera valoración de su obra. Al año siguiente, bajo el título Sculpture Paysage, el COMPA de Chartres presentó su obra en relación con las colecciones permanentes del museo y las visiones de los principales fotógrafos sobre el paisaje (exposición Images/Paysages).
En 2012 recibió el Premio Simone et Cino del Duca por su obra, antes de ser elegido miembro de la Academia de Bellas Artes en 2013.
La exposición L'inconnu dans l'atelier (El desconocido en el taller) en junio de 2013 en la Granja Ornée de la Propriédad Caillebotte en Yerres inventó un esquema original de su obra.

## Análisis de la obra

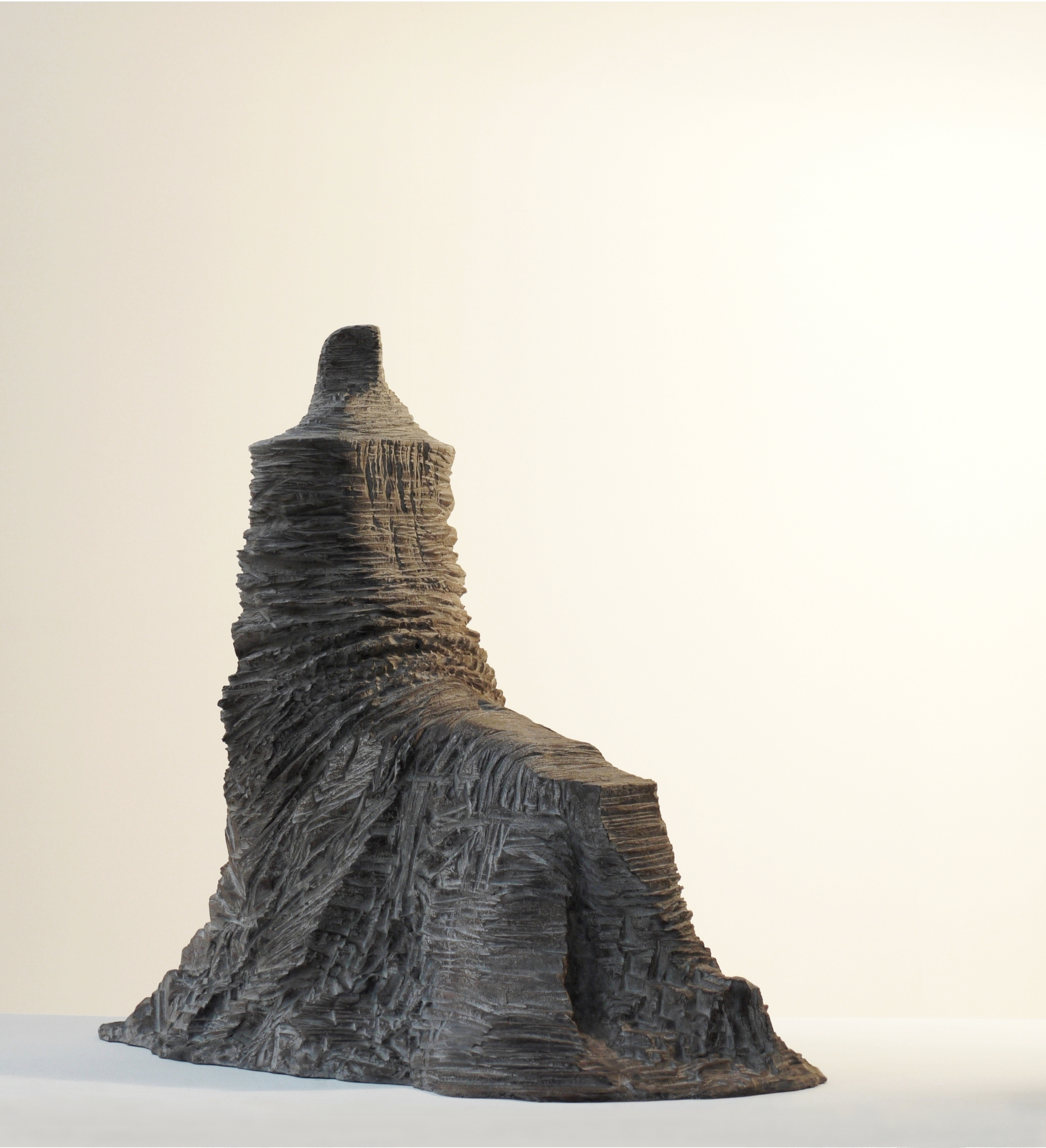
Mujer sentada tejida en la llanura, 2009, poliéster, 115 x 83 x 130.

Sus obras se crean primero en arcilla antes de ser reproducidas en resina de poliéster, es decir, fijadas en lo que él concibe como una fotografía tridimensional de igual sensibilidad que la representación de la arcilla. La arcilla es espontaneidad, y lo esencial sucede durante su trabajo, pero una vez terminada la escultura, el material - la resina de poliéster - es accesorio, lo único que cuenta para el artista es la finalidad, aunque ésta dependa en gran medida del material que la soporta.
A partir de 1983, sus investigaciones giran en torno a la relación del hombre con el paisaje, en sentido amplio o metafórico. Según Gérard Xuriguera, la escultura de Anguera es el resultado de una combinación de estímulos interiores y exteriores, combinando la apariencia con el pensamiento abstracto (catálogo de la exposición Terre d'appui en la galería Marwan Hoss en 2006).
Para Jean Anguera, la representación del cuerpo debe traducir los vínculos entre una realidad emocional y física y el espacio habitado. El ser humano es una realidad global cuya interioridad y exterioridad se confrontan y se unen en la superficie de la escultura. De este modo, su obra se hace eco de la noción de Geografías sentimentales de Pierre Sansot.
En su libro Jean Anguera, sculpteur de l'impalpable (Jean Anguera, escultor de lo impalpable), Salah Stétié escribe: "Miro esta escultura como infigurada e infigurable, la escucho como muere y vive al mismo tiempo, como 'muere para no morir'. Los personajes de Anguera viven una existencia ambigua que les hace tan inciertos de su ser en la apariencia que les es propia".
La exposición, de 2013, en la Ferme Ornée de la Propriété Caillebotte de Yerres atestigua el doble aspecto de su visión de un exterior íntimo.

## Obra
|  |  |  |
|  |  |  |

## Exposiciones individuales
- 1977: Exposición en el museo Ernest-Rupin de Brives (19) con la escultora Laure de Ribier.
- 1980: Galeria Carmen Martinez, París ( 4 ) exposición con el pintor Renaat Ivens.
- 1987: Viajeros delirantes, Museo Bourdelle, París (15 ), con M. Babarit y L. de Ribier.
- 1988: Galería Marwan Hoss, París ( 1 ).
- 1993: Galería Lina Davidov, París ( 7 ).
- 1993: 5 Retratos-5 Pueblos, exposición-itinerante en el Loira (con la ayuda del Consejo General del Loira y la Ciudad de Puiseaux ).
- 1994: Retratos de paisajes, Galería Lina Davidov, París ( 7 ).
- 1995: Caminos Inversos, Museo Pablo Gargallo, Zaragoza, España.
- 1996: Caminos Inversos, Fundación Guinovart, Agramunt, España.
- 1997: Presence and Place, Galería Lina Davidov, París ( 7 ).
- 1999: Pensamiento del paisaje, Galería Marwan Hoss, Bruselas, Bélgica.
- 2001: El dibujo de la escultura, Galería Lina Davidov, París ( 7 ).
- 2002: Instant on the edge, Centro de Estudios Catalanes, París Sorbona IV, París ( 4 ).

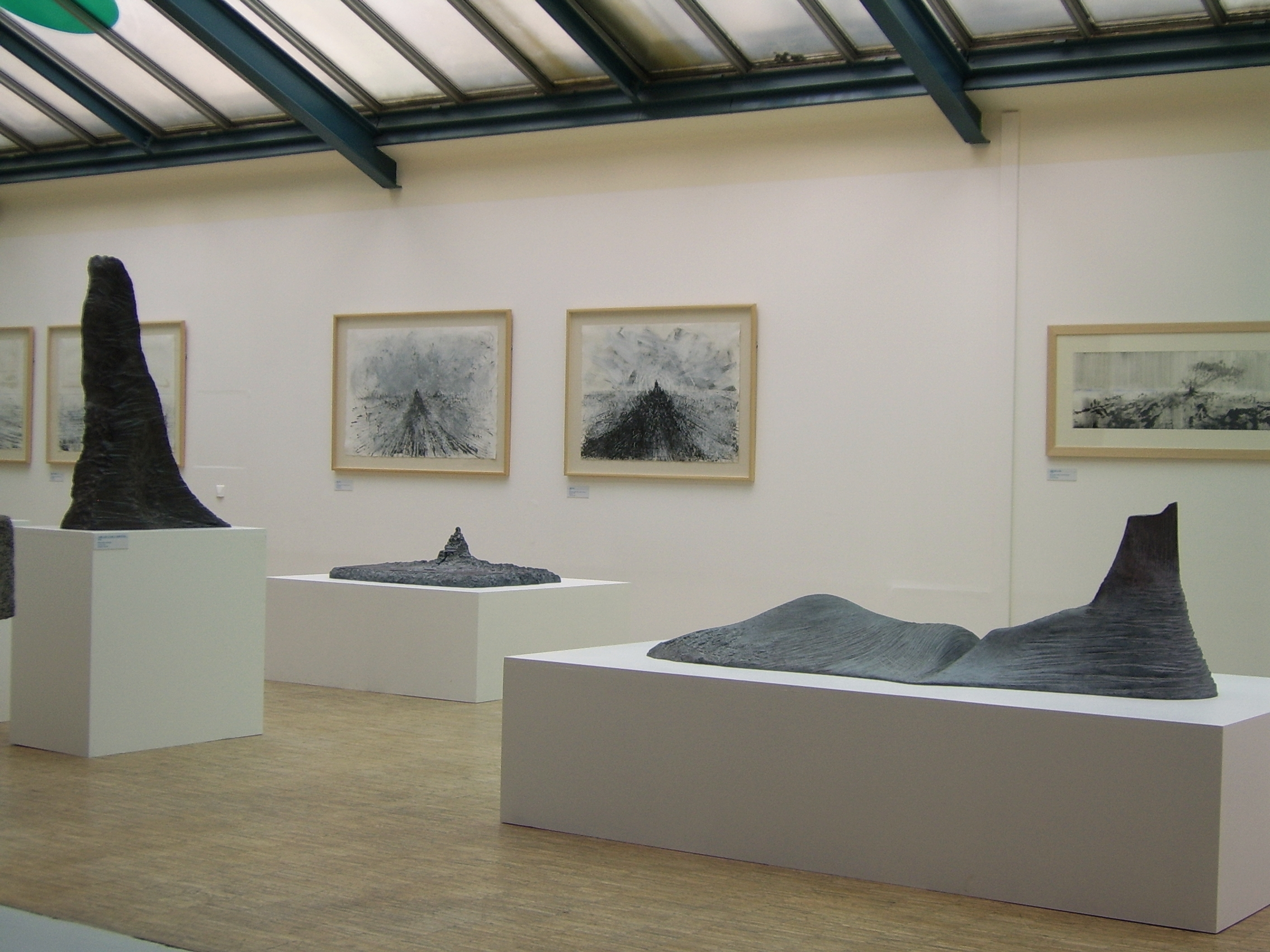
Vistas de la exposición Sculpture Paysage, Le Compa, Chartres 2012

- 2003: Retratos de Gallifa, La Menuiserie, Rodez .
- 2003: Retratos de Gallifa, Castillo de Bellecour, Pithiviers .
- 2004: El exterior íntimo, con el fotógrafo Eric Coisel, Galería Lina Davidov, París ( 7 ).
- 2005: Amigos, Galería Aroya, Zaragoza, España, con la pintora Mercedes Gómez Pablo y el escultor Ivon Le Bozec.
- 2006: Las islas de la memoria, Fundación Ibercaja, Valencia, España.
- 2006: Tierra de apoyo, Galería Marwan Hoss, París ( 1er ).
- 2007: Pablo Gargallo, Hotel Simiane, Gordes .
- 2008: La escalera colocada frente a ti, Musée d' Orléans .
- 2008: Espacio cultural André Malraux, Le Kremlin-Bicêtre, con el pintor Dan Barichasse.
- 2011: El hombre al llano, Galería Michelle Broutta, París ( 15 ).
- 2011: El barro es eterno, Museo Goya, Castres.
- 2012: Escultura paisajística, Museo Le Compa de Chartres.
- 2013: Lo desconocido en el estudio, La Ferme Ornée, Caillebotte Property, Yerres.
- 2015: Exposición en el granero del Théâtre des Minuits,[5] La Neuville-sur-Essonne.
- 2016: Caminos de la escultura, Palacio de La Lonja, Zaragoza, España.
- 2016: Una presencia, Abadía de Flaran, Gers, Francia
- 2017: Un deseo de presencia, Pithiviers, Loiret.

## Exposiciones colectivas
- 1986: De los pioneros a la vanguardia, FIAC, stand Galerie Marwan Hoss.
- 1986: Esculturas del XX XX, Fondation de Coubertin, Saint-Rémy-lès-Chevreuse .
- 1987: Esculturas en la naturaleza, Fundación Johnson, Saint-Ouen-l'Aumône .
- 1994 > 2003: Great and Young Today, París (miembro del comité desde 1998).
- 1995: Pequeños formatos Grandes obras, Galeris Marwan Hoss, París.
- 1998 > 2011: Salón de Mayo, París. (miembro del comité desde 2005).
- 1999: Homenaje a Carmen Martinez, Galería Michèle Broutta, París.
- 2000: ARCO, stand de la Galería Marwan Hoss, Madrid, España.
- 2001: Dibujos de escultores, Galería Michèle Broutta, París.
- 2003: Amb Papel, Galería Greca, Barcelona, España.
- 2005: Primero despliega, “ Colección de memorias » de Eric Coisel, « Carpintería “Rodez
- 2006: Art Paris, Grand Palais, stand de la Galería Broutta, París
- 2006: Art Space Guiza 5, Tokio, Japón
- 2007: 41 escultores, 1 Bienal de Escultura Propiedad Caillebotte, Yerres.
- 2007: Cita de mayo, Galería Manoury, París
- 2008: El poema Meschonnic, Théâtre de Privas .
- 2009: Robert Marteau y sus amigos pintores y grabadores, Mediateca de Issy-les-Moulineaux
- 2009: 73 escultores, 2 Bienal de Escultura Propiedad Caillebotte, Yerres.
- 2011: Inventando mundos singulares, 3 Bienal de Escultura, Propiedad Caillebotte, Yerres.
- 2012: Homenaje a Vincent Batbedat, Galería Michèle Broutta, París.
- 2012: Salah Stétié y los pintores, Museo Paul Valery, Sète .

## Premios y reconocimientos
- 1985: Gran Premio de Escultura de la ciudad de Issy-les-Moulineaux.
- 1989: Realización con Laure de Ribier de dos monumentales esculturas escénicas para la ópera Nuit claire de René Quinon y Philippe Defosse en el teatro de Vals-les-Bains en Ardèche ).
- 1990: Aquí, en otra parte, escultura monumental para el cementerio de Yèvre-le-Châtel .
- 1991: Escultura monumental para el Museo de Arte y Arqueología de Aurillac .
- 1992: Conferencia - exposición en el Hospital St Vincent de Paul de París en el marco de un simposio sobre Le Toucher, departamento psiquiátrico del Doctor Golse.
- 1995-96: El barquero de las almas, escultura monumental en piedra de Combrune, barrio de St Aignan, Pithiviers.
- 1998: Premio de Escultura en el Salon de Mai, París.
- Desde 1999, como parte de la Colección de Memorias dirigida por Éric Coisel, produjo libros pintados a mano con Jacques Ancet, Joël Bastard, Michel Bobbot, Michel Butor, Anne Cayre, Éric Coisel, François Dominique, Jean-Paul Gavart-Perret, Serge Gavronsky, Daniel Leuwers, Hubert Lucot, Robert Marteau, Matthieu Messagier, René Quinon, Tita Reut, Salah Stetie, François Zenone y Louis Zukofsky.
- 2007: Comisario de la exposición ¨Pablo Gargallo, Centro de Arte El Kubo de San Sebastián, España.
- 2012: Premio Simone y Cino del Duca de escultura por el conjunto de su obra.
- 2016: Caballero de las Artes y las Letras

## Apéndices